# 谢颖颖
谢颖颖（1978年5月22日—），福建长汀人，中国中央电视台财经频道主持人。

## 毕业院校
- 福建省龙岩第一中学
- 福建省师范大学

## 固定主持节目
- 《第一时间》
- 《环球财经连线》
- 《经济信息联播》

## 大型活动/节目主持
- 2005年CCTV中国经济年度人物评选创新论坛
- 2005年CCTV中国年度汽车评选
- 2006年第五届环青海湖国际公路自行车赛
- 2006年北京国际汽车展
- 2006年12月23日-2007年4月21日，《中国封面2006》相关活动及签售会（活动进行中）
- 2007年，“CCTV倾国倾城”系列活动（活动进行中）
- 2007年6月28日-29日，香港回归特别节目《听音乐 说香港》

## 相关报道
- 《中国封面》：Sina（页面存档备份，存于）南京报业
- “CCTV倾国倾城”系列活动：Sina（页面存档备份，存于）
- CCTV访谈